# Segundo Ticlla
Segundo Senovio Ticlla Rafael (* Chota, Perú, 5 de septiembre de 1975 - ) es un político y empresario peruano. Alcalde  de la Provincia de Chota para el periodo de 2003-2006 y 2015-2018.

## Biografía
Segundo Ticlla nació en Chota, el 5 de septiembre de 1975. Realizó sus estudios primarios en el C.E. 10405 Colpatuapampa de Chota y los secundarios en el Colegio Sagrado Corazón de Jesús de Chota.  
Estudió Computación en el I.S.T.Público de Chota entre 1998 y 2001. Trabajó como Gerente de Continental Transservis EIRL, entre agosto de 1993 y diciembre de 2002. 
Desde mayo de 2003 es Gerente de La Palma Agrícola EIRL, también desde agosto de 2007, Gerente de Indust. y Servicios Alcon EIRL y desde marzo de 2008 de La Palma SAC.
Funda el Movimiento Compromiso Campesino y el año 2002 postula por y alcanza la alcaldía provincial de Chota para el periodo 2003-2006. En las elecciones de 2010 postula nuevamente al mismo cargo. Vuelve a postular a la alcaldía de Chota en las elecciones de 2014 por el Movimiento de Afirmación Social, ganando la misma con el 42.7% de los votos válidos.